# Caroline LeCount
Caroline LeCount, nata Caroline Rebecca Le Count, spesso scritto come LeCount, (Filadelfia, 1846 circa – Filadelfia, 24 gennaio 1923), è stata una docente, attivista per i diritti civili ed abolizionista statunitense; viene spesso paragonata alla famosa attivista Rosa Parks per i suoi primi sforzi di desegregazione dei trasporti pubblici.

## Primi anni di vita
Caroline LeCount nacque a South Philadelphia nel 1846 da una famiglia di quattro figli. Suo padre, James LeCount, era un ebanista e impresario di pompe funebri che probabilmente era impegnato nella Underground Railroad, dato che sono state tramandate storie su di lui che nascondeva gli schiavi nelle bare. Caroline iniziò a frequentare la scuola in giovane età e si diplomò nel 1863 all'Institute for Colored Youth con il massimo dei voti.

## Carriera
Dopo aver superato l'esame di abilitazione all'insegnamento, diventando la prima donna nera di Filadelfia a farlo, la LeCount iniziò a insegnare alla Ohio Street School, in seguito ribattezzata Octavius V. Catto School. Divenne preside intorno al 1868, diventando così la seconda preside donna nera di Filadelfia. In particolare difese gli insegnanti neri dall'accusa di inferiorità, sottolineando che per ottenere l'abilitazione dovevano ricevere punteggi più alti rispetto agli insegnanti bianchi. Si ritirò nel 1911.
Fu un'abile oratrice e lettrice di poesie. Leggeva alle inaugurazioni di varie chiese e fu notata da The Christian Recorder per la sua capacità di imitare un accento irlandese quando necessario.
Insieme a Jacob C. White Jr. e William Carl Bolivar, la LeCount aiutò il sociologo W. E. B. Du Bois nelle ricerche per il suo studio The Filadelfia Negro.

## Attivismo
LeCount faceva parte della Ladies' Union Association, un'organizzazione di donne che sostenevano l'Unione nella Guerra Civile americana. Nell'ambito dei loro sforzi, lei e altre donne di colore salirono sui tram per consegnare i rifornimenti alle truppe, anche se i neri venivano spesso allontanati con la forza. La LeCount e altre donne salivano a bordo, venivano allontanate con la forza e poi si appellavano ai tribunali e all'opinione pubblica per vietare la discriminazione sui tram. Lei, insieme al suo fidanzato Octavius Catto e all'abolizionista William Still, fece anche petizioni e pressioni per la desegregazione. Lo storico Daniel R. Biddle ha osservato che “Caroline Le Count fece quasi la stessa cosa di Rosa Parks, ma il suo tram nel 1867 era alimentato da un cavallo”.
Quando nel 1867 la città approvò una legge che vietava la segregazione sui mezzi pubblici, la LeCount riuscì a sporgere denuncia contro un conducente che non la lasciava viaggiare. La città emise quindi un avviso ufficiale alle compagnie di trasporto che non potevano più discriminare i passeggeri neri.

## Morte ed eredità
La LeCount morì il 24 gennaio 1923 e fu sepolta nel Cimitero di Eden, a Collingdale, in Pennsylvania. Per il suo rifiuto di scendere dai tram segregati, è stata definita "la Rosa Parks di Philadelphia" da alcuni media moderni.
Nel 2022 alcuni abitanti di Filadelfia hanno avviato una petizione per rinominare in suo onore la Taney Street della città, che prende il nome da Roger B. Taney, il giudice della Corte suprema degli Stati Uniti d'America che decise la causa Dred Scott v. Sandford, Per celebrare il centenario della sua morte, il gruppo "Rename Taney" ha commissionato una lapide per contrassegnare la tomba della LeCount e ha organizzato una cerimonia sul posto. Secondo gli organizzatori la campagna di ribattezzazione ha raccolto il sostegno del 90% dei residenti della strada. Nell'ottobre 2024 i consiglieri comunali di Filadelfia introdussero una legge per rinominare Taney Street in LeCount Street, dichiarando di aspettarsi che la legge sarebbe stata approvata entro la fine dell'anno.